# Ramphocinclus brachyurus
El cuitlacoche pechiblanco (Ramphocinclus brachyurus) es una especie de ave paseriforme de la familia Mimidae endémica de Martinica y Santa Lucía, dos islas de las Antillas Menores. Semper y Sclater (1872) lo describieron como un "ave curiosa y ruidosa" que a menudo "realiza un llamado constante de alerta, y todo tipo de movimientos" cuando se lo molesta. Esta especie sedentaria es fácil de observar en la zona en la que habita; sin embargo está clasificada como una especie en peligro en la lista roja de IUCN de Especies Amenazadas principalmente a causa de lo reducido de su hábitat.

## Descripción
El cuitlacoche pechiblanco mide de 23 a 25 cm de largo, y pesa entre 48 a 60 g dependiendo del sexo y la subespecie. El plumaje del adulto es marrón oscuro con garganta, pecho y vientre blancos. Su pico es oscuro y largo y ligeramente curvado en su extremo. En la zona del lorum posee varias cerdas entre sus ojos rojos y los orificios nasales. Sus patas son negras, fuertes y largas, y por lo general viven de 7 a 8 años. Los machos y las hembras presentan monomorfismo sexual, por lo tanto son idénticas su tamaño y coloración. A causa de su monorfismo sexual es difícil determinar el sexo del ave a mano o mediante observación. Los machos y las hembras tienen el mismo plumaje y solo se puede identificar a los machos durante la temporada de reproducción por el parche en el área de incubación.

## Distribución y hábitat
Debido a que el cuitlacoche pechiblanco es endémico de dos islas de las Antillas Menores, la zona en la que habita es muy reducida y ello amenaza su supervivencia.
- La subespecie, R. b. brachyurus, solo se observa en Martinica, donde su hábitat es una zona protegida de 5 km², denominada la península de Caravelle.[7]
- Mientras que R. b. sanctaeluciae habita en la isla sur de Martinica denominada Santa Lucía. Existen dos poblaciones diferentes de esta subespecies de acuerdo a la ubicación de su hábitat: una al norte  de la isla en el municipio de Iyanola y la otra al sur en el municipio de Mandelé.

No existe evidencia a la fecha de desplazamientos del cuitlacoche pechiblanco entre las dos islas mencionadas.>
Esta especie prefiere bosque secos caducifolios y zonas de matorrales, aunque la población en el norte R. b. sanctaeluciae habita en barrancos y valles con arroyos.
El hábitat semi boscoso preferido por esta especie debe estar ubicado a no más  2 km de la costa, y hasta 200 m por sobre el nivel del mar. Las dos subespecies evitan los matorrales en el sotobosque abierto y prados expuestos a causa de la amenaza de los depredadores, especialmente durante la reproducción. Los suelos con abundante residuo orgánico de hojas son también preferidos ya que ayudan a procurarse su alimento a base de insectos.